# Салтијо (Мисисипи)
Салтијо (енгл. Saltillo) град је у америчкој савезној држави Мисисипи.

## Демографија
По попису из 2010. године број становника је 4.752, што је 1.359 (40,1%) становника више него 2000. године.
| Група             | 2000.         | 2010.         |
| Белци             | 3.170 (93,4%) | 4.213 (88,7%) |
| Афроамериканци    | 159 (4,7%)    | 406 (8,5%)    |
| Азијати           | 16 (0,5%)     | 31 (0,7%)     |
| Хиспаноамериканци | 20 (0,6%)     | 46 (1,0%)     |
| Укупно            | 3.393         | 4.752         |